# British Birdwatching Fair
La British Birdwatching Fair es la mayor Feria Internacional de Turismo Ornitológico existente a nivel internacional. Se celebra anualmente en Rutland, Inglaterra.
Desde 1992 cada año está dedicado a algún espacio protegido o de singular relevancia para el turismo ornitológico de cualquier país del mundo, o bien a alguna especie amenazada.
En el sur de Europa destaca el Delta Birding Festival (Cataluña). En Sudamérica se realiza también la Feria de Aves de Sudamérica, el Amazon Birding Fest que reúne a la comunidad de la bioregión de mayor riqueza de aves en el planeta y el Manu Birding Fest, en el enclave con mayor diversidad de aves del mundo, en Perú.